# Julien Delocht
Julien Delocht, né le 21 février 1942 à Mol, est un coureur cycliste belge, professionnel de 1966 à 1970.

## Palmarès
- 1964
  - Omloop Het Volk amateurs
  - 3e du Tour du Saint-Laurent
- 1965
  - 4e étape des Sex-Dagars
  - 3e du Grand Prix de l'Escaut indépendants
- 1966
  - 3e du Grand Prix du Midi libre
- 1967
  - Circuit du Port de Dunkerque
- 1968
  - Circuit de Niel
  - 3e du Grand Prix de la ville de Vilvorde
- 1969
  - 2e du Circuit du Pays de Waes
  - 2e de la Mosselkoers
- 1970
  - 2e de Bruxelles-Biévène
  - 2e de Kessel-Lier

## Tour de France
1 participation
- 1966 : abandon à la 15e étape

## Tour d'Espagne
2 participations
- 1967
- 1968